# 特別区長会
特別区長会（とくべつくちょうかい）は、東京都にある23特別区の区長による地方自治の協議会。

## 沿革・活動
1947年5月1日設立。
政府に特別区への支援を訴えている。たとえば、東京に不利になっている税収配分の是正や、東京23区内の大学抑制構想の見直しなどである。
一方で、全国各地の自治体と防災や観光など地域振興で協力するプロジェクトを2014年にスタート。2018年5月1日に連携協定を結んだ埼玉県町村会で、合計11団体321自治体と連携協定を結んでいる。また対民間企業では初の包括連携協定を、第一生命保険と2018年8月23日に締結した。
また、特別区人事委員会の勧告を受けて、職員の給与水準について労働組合と交渉する役割を担う。

## 事務所の所在地
- 東京区政会館19階（東京都千代田区飯田橋三丁目5番1号）

## 会員・役員
2024年（令和6年）11月14日時点
| ブロック | 区名     | 区長氏名   | 役職     |
| -------- | -------- | ---------- | -------- |
| 1        | 千代田区 | 樋口高顕   |          |
| 1        | 中央区   | 山本泰人   | 幹事     |
| 1        | 港区     | 清家愛     |          |
| 1        | 新宿区   | 吉住健一   | 会長     |
| 2        | 文京区   | 成澤廣修   | 会計監事 |
| 2        | 台東区   | 服部征夫   |          |
| 2        | 北区     | 山田加奈子 | 幹事     |
| 2        | 荒川区   | 滝口学     |          |
| 3        | 品川区   | 森澤恭子   |          |
| 3        | 目黒区   | 青木英二   |          |
| 3        | 大田区   | 鈴木晶雅   |          |
| 3        | 世田谷区 | 保坂展人   | 会計監事 |
| 3        | 渋谷区   | 長谷部健   | 幹事     |
| 4        | 中野区   | 酒井直人   | 幹事     |
| 4        | 杉並区   | 岸本聡子   |          |
| 4        | 豊島区   | 高際みゆき |          |
| 4        | 板橋区   | 坂本健     |          |
| 4        | 練馬区   | 前川燿男   | 副会長   |
| 5        | 墨田区   | 山本亨     |          |
| 5        | 江東区   | 大久保朋果 | 幹事     |
| 5        | 足立区   | 近藤弥生   | 副会長   |
| 5        | 葛飾区   | 青木克德   |          |
| 5        | 江戸川区 | 斉藤猛     | 副会長   |

## 歴代会長
| 代数 | 氏 名      | 区名     | 在 任                               |
| ---- | ---------- | -------- | ----------------------------------- |
| 初代 | 山本泰介   | 中央区   | 昭和26年3月29日 - 昭和26年4月14日   |
| 2代  | 代田朝義   | 大田区   | 昭和26年10月16日 - 昭和27年12月16日 |
| 3代  | 岡田昇三   | 新宿区   | 昭和27年12月16日 - 昭和28年5月18日  |
| 4代  | 廣瀬俊吉   | 目黒区   | 昭和28年5月18日 - 昭和29年3月18日   |
| 5代  | 高橋佐久松 | 葛飾区   | 昭和29年3月18日 - 昭和29年10月18日  |
| 6代  | 高木敏雄   | 杉並区   | 昭和29年10月18日 - 昭和30年7月18日  |
| 7代  | 代田朝義   | 大田区   | 昭和30年7月18日 - 昭和33年4月28日   |
| 8代  | 二瓶哲治   | 江東区   | 昭和33年6月16日 - 昭和39年12月9日   |
| 9代  | 井形卓三   | 文京区   | 昭和40年7月1日 - 昭和41年7月1日     |
| 10代 | 佐野保房   | 世田谷区 | 昭和41年7月1日 - 昭和43年7月1日     |
| 11代 | 上條貢     | 台東区   | 昭和43年7月1日 - 昭和45年7月1日     |
| 12代 | 上山輝一   | 中野区   | 昭和45年7月1日 - 昭和46年3月27日    |
| 13代 | 小田清一   | 港区     | 昭和46年9月16日 - 昭和47年7月19日   |
| 14代 | 君塚幸吉   | 目黒区   | 昭和47年7月19日 - 昭和50年4月26日   |
| 15代 | 加部明三郎 | 板橋区   | 昭和50年5月16日 - 昭和52年5月16日   |
| 16代 | 山本克忠   | 新宿区   | 昭和52年5月16日 - 昭和58年5月16日   |
| 17代 | 小松崎軍次 | 江東区   | 昭和58年5月16日 - 昭和62年5月16日   |
| 18代 | 山本克忠   | 新宿区   | 昭和62年5月16日 - 平成3年5月16日    |
| 19代 | 遠藤正則   | 文京区   | 平成3年5月16日 - 平成7年5月16日     |
| 20代 | 大場啓二   | 世田谷区 | 平成7年5月16日 - 平成11年5月14日    |
| 21代 | 西野善雄   | 大田区   | 平成11年5月14日 - 平成13年5月15日   |
| 22代 | 矢田美英   | 中央区   | 平成13年5月16日 - 平成15年5月15日   |
| 23代 | 室橋昭     | 江東区   | 平成15年5月16日 - 平成17年5月15日   |
| 24代 | 高橋久二   | 品川区   | 平成17年5月16日 - 平成18年8月21日   |
| 25代 | 西野善雄   | 大田区   | 平成18年9月1日 - 平成19年4月26日    |
| 26代 | 多田正見   | 江戸川区 | 平成19年5月15日 - 平成23年5月15日   |
| 27代 | 西川太一郎 | 荒川区   | 平成23年5月16日 - 令和元年5月14日   |
| 28代 | 山﨑孝明   | 江東区   | 令和元年5月15日 - 令和5年4月12日    |
| 29代 | 吉住健一   | 新宿区   | 令和5年5月15日 -                    |